# Manuel de Llano y Persi

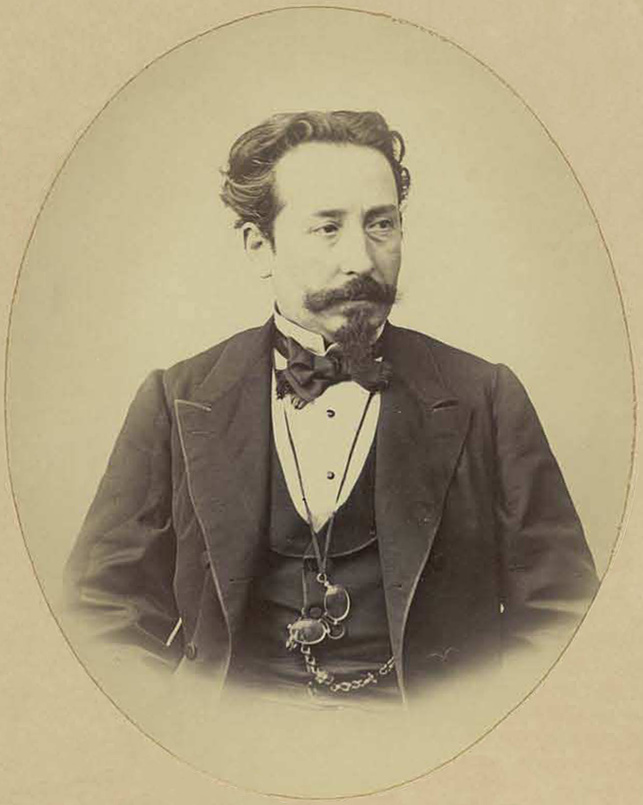
Manuel de Llano y Persi. Fotografía de José Suárez, litografía Sánchez en La Asamblea constituyente de 1869. Biblioteca Nacional de España.

Manuel de Llano y Persi (Torrijos, 10 de abril de 1826-Madrid, 27 de enero de 1907) fue un político, literato, poeta, dramaturgo y periodista español. 

## Biografía
Marchó a Madrid donde realizó estudios de bachillerato y derecho. Entró en contacto con afamados periodistas y políticos, colaboró en El Eco del Comercio, El Espectador y La Prensa, muchas veces bajo pseudónimo, participando en la Revolución de 1848, tras la que tuvo que marchar para evitar ser encarcelado. Recorrió diversos países, Francia, Alemania e Inglaterra. A su regreso en 1854 participa en la fundación del periódico La Iberia, de tendencia liberal progresista. En 1856 fue elegido concejal del Ayuntamiento del Madrid. 
El 14 de julio de 1856 gobierna España Leopoldo O'Donnell ante la protesta de los compañeros de Manuel de Llano, por lo que es encarcelado, aunque días después es puesto en libertad, pero tiene que huir a Francia nuevamente. Colaboró en los más destacados periódicos de Madrid, así como en otros de América, siempre escribiendo artículos políticos. En las elecciones a Cortes Constituyentes de 1869 fue elegido diputado por Alcalá de Henares, siendo nombrado secretario segundo de las mismas. Fue el primer presidente de la recién creada Asociación de Escritores y Artistas Españoles durante el período 1871-1872. Acudió a Italia en la comisión designada para proponer a Amadeo de Saboya el trono de España, el cual lo acepta. 

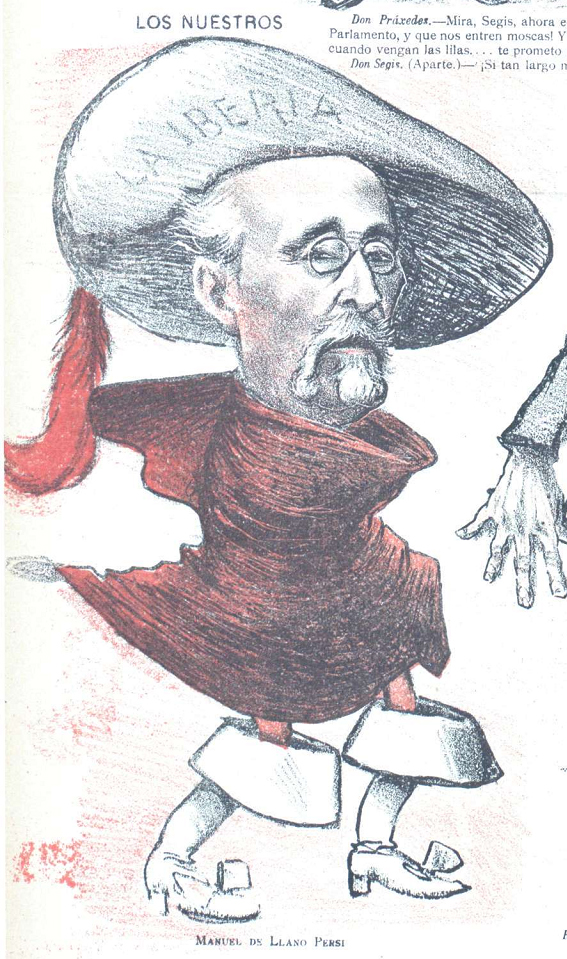
Manuel de Llano y Persi en Don Quijote (1902)

Posteriormente fue elegido diputado en las legislaturas de 1869, 1871, 1872, y 1903. En 1898 fue nombrado presidente del Partido Republicano Progresista, cargo que abandonó en el año 1899.
Al igual que buena parte del equipo de redacción de La Iberia (Sagasta, Calvo Asensio, etc.), Manuel de Llano fue masón. Llegó a ocupar diferentes cargos relevantes dentro de la masonería española, entre ellos el de Soberano Gran Teniente Comendador del Supremo Consejo del Grado 33 y Gran Maestre Adjunto del Gran Oriente de España, hasta que éste desapareció en 1887. En sus últimos años, dejó su actividad masónica debido a su avanzada edad y estado de salud.
Su actividad como escritor fue muy intensa y abundante en periodismo, poesía y teatro y perteneció al Ateneo de Madrid, fundador de la Sociedad de Autores Dramáticos, de la del Liceo de Madrid y del Instituto español. Colaboró en la Corona poética dedicada a Manuel Quintana. Según reseña del periódico ABC, murió en Madrid el 27 de enero de 1907.

## Obras
- Volar la Santa Bárbara, 1864.
- La literatura, Imprenta de La América, 1870
- Cartas de Manuel Llano y Persi a José del Castillo y Soriano 1903
- No hay chanzas con el amor. Comedia.
- Junto con Calvo Asensio y La Rosa, El premio grande.
- Con Eugenio Rubí, Un hidalgo aragonés.
- García de Paredes. Drama.
- Con Cayetano Suricalday, Un voto y una venganza.
- Con Cayetano Suricalday, Reinar después de morir.